# Paradexamine miersi
Paradexamine miersi is een vlokreeftensoort uit de familie van de Dexaminidae. De wetenschappelijke naam van de soort is voor het eerst geldig gepubliceerd in 1885 door Haswell.